# Яковчук Олександр Миколайович
Олекса́ндр Микола́йович Яковчу́к (нар. 21 травня 1952, Черче) — український композитор, Заслужений діяч мистецтв України, лауреат державних та міжнародних премій, член Національної спілки композиторів України та Ліги композиторів Канади, член канадського Музичного центру, професор кафедри композиції Національної музичної академії України ім. П. І. Чайковського. [Архівовано 10 січня 2016 у Wayback Machine.]

## Життєпис
Народився 21 травня 1952 року в селі Черче Смотрицького району Кам'янець-Подільської області (тепер Чемеровецького р-ну, Хмельницької обл.) у родині службовців. (Батько Микола Антонович — вчитель історії, мати Ганна Іванівна — лікар). Знайомство із музикою почалося з гри на трубі у шкільному духовому оркестрі.
З 14 років починає вправлятися у грі на фортепіано з приватними вчителями у місті Кам'янець — Подільському.
У 1968 році закінчує фортепіанне відділення Кам'янець — Подільської міської музичної школи ім. Т. Ганіцького та вступає на теоретичне відділення Хмельницького музичного училища ім. В. Заремби. На першому курсі під впливом старших товаришів-студентів випробовує себе як композитор.
Після закінчення 3-го курсу музичного училища їде прослуховуватися до Київської державної консерваторії ім. П. І. Чайковського на кафедру композиції, де отримує рекомендацію для вступу у консерваторію до закінчення музичного училища.
У 1971 році вступає на композиторський факультет Київської консерваторії, яку успішно закінчує у 1976 році, написавши оперу «Незабутнє» на власне лібрето за мотивами однойменної повісті О. Довженка.
Пізніше, у 1977 році, ця опера була прийнята до постановки в Оперній студії Київської консерваторії.
З 1976 по 1979 роки працює редактором у відділі української музики на Республіканському радіо.
З 1979 по 1983 роки — завідувач музичною частиною у новоствореному Київському Молодіжному театрі.
З 1983 року — на творчій роботі. 1990 року разом із сім'єю виїздить до Югославії, де у м. Нові Сад працює концертмейстером у місцевому оперному театрі, а також хормейстером у відомому сербському хорі «Светозар Марковіч». Відроджує хор «Барвінок» при українському мистецькому товаристві. Через 2 роки «Барвінок» стає лауреатом загальносербського фестивалю у м. Рума.
У 1992 році у зв'язку із військовими подіями в Югославії повертається в Україну.
З 1992 по 1994 рік на творчій роботі. Фактично, у зв'язку з важкою економічною ситуацією в Україні, стає безробітним. Маючи на руках трьох малолітніх дітей, приймає рішення у пошуках роботи їхати до Канади.
З 1994 по 2009 рік працює на різних посадах у музичних закладах м. Торонто. Член Ліги композиторів Канади та Канадського Музичного Центру з 1996 року. Голова журі у номінації «Композиція» на «Kiwanis Music Festival», почесний президент «Etobicoke Music Festival».
У 2009 році повертається до Києва і починає працювати на кафедрі композиції Національної музичної академії України ім. П. І. Чайковського, де працює на посаді професора у даний час.
Автор опери, балету, двох ораторій, тридцяти двох кантат, восьми симфоній, трьох симфонічних поем, семи інструментальних концертів, творів для естрадно-симфонічного оркестру та оркестру українських народних інструментів, великої кількості оригінальних хорових творів духовного та світського спрямування, трьохсот обробок українських народних пісень для різних складів хорів a cappella, семи струнних квартетів, трьох сонат, фортепіанного тріо, значної кількості різноманітних камерних творів, серед яких видне місце посідає цикл концертних прелюдій та фуг для фортепіано, а також автор музики до театральних вистав та кінофільмів. Понад 160 творів композитора вийшли друком в Україні, Росії та Канаді. Випущено також одинадцять авторських аудіо компакт-дисків та два відео. Більше двохсот композицій записано до фонду Національної радіокомпанії України з грифом «зберігати довічно». Музика композитора, без перебільшення, сьогодні звучить практично на усіх континентах земної кулі.

## Повна біографія

### Дитинство і юність
Музика сучасного українського композитора Олександра Яковчука відкриває слухачам нові світи, полонить яскравими образами й емоційним наповненням, відтворюючи питомо національний ген романтичного світовідчуття українців. Глибоко відображаючи внутрішній світ людини, вона кличе не лише до емоційного співпереживання, але й до значних інтелектуальних зусиль слухачів, зачіпає духовні струни роздуму, осмислення вічних християнських цінностей, внутрішнього пошуку і пізнання людиною самої себе. До мистецького простору України Олександр Яковчук увійшов на початку 1970-х років, коли на зміну шістдесятників прийшло нове покоління композиторів, підхопивши започатковані ними традиції і привнісши чимало своїх відкриттів у створенні музичних творів. Водночас з Яковчуком стали відомими імена Ярослава Верещагіна, Олега Киви, Володимира Зубицького, Віктора Степурка, Ганни Гаврилець, Миколи Ластовецького, Олексія Скрипника, Юрія Алжнєва, Валентини Дробязгіної, Кармели Цепколенко. Дитинство Олександра минуло на мальовничих подільських берегах річки Смотрич, де він народився 21 травня 1952 року в селі Черче Смотрицького району Кам'янець-Подільської області в інтелігентній співочій родині. Його батько — Микола Антонович — викладав історію в загальноосвітній школі, матір — Ганна Іванівна — працювала лікарем місцевої лікарні. Зачарований грою духового оркестру, що складався з колишніх фронтовиків — музикантів, дванадцятирічний хлопець записався у шкільний оркестр, де освоював гру на трубі. Ганна Іванівна, яка у свій час займалася грою на фортепіано, була його першою вчителькою. Далі, після двох років занять гри на фортепіано із професійними приватними вчителями, він у 16 років закінчив Кам'янець-Подільську міську музичну школу і вступив до Хмельницького музичного училища на теоретичний відділ. Тут під впливом інших студентів, які випробовували себе у композиції, зокрема Миколи Ластовецького, юнак відчув смак до творення музики. Далі, як сам Олександр каже, «…завдяки Фортуні в особі моєї матері, яка порадила мені їхати до Києва для показу своїх творів на кафедрі композиції Київської консерваторії, я отримав запрошення для вступу в консерваторію після 3-х курсів музичного училища, тобто без закінчення училища і отримання диплому». Унікальний випадок в історії Київської консерваторії, адже юнак був прийнятий до ВУЗу взагалі без середньої освіти, навіть не маючи атестата зрілості за середню школу! Потім, правда, йому довелося здавати екстерном екзамени на атестат зрілості, але то уже окрема справа, — головним було те, що Олександр з 1971 року вже був студентом композиторського факультету Київської консерваторії.

### Навчання в консерваторії
Саме навчання протягом 1971—1976 років у Київській державній консерваторії ім. П. І. Чайковського в класі видатного українського композитора, блискучого піаніста Анатолія Панасовича Коломійця (1918—1997), учня уславленого Левка Ревуцького, Олександр вважає найголовнішою складовою свого творчого становлення. Крім того, що Анатолій Панасович мав ґрунтовні знання з музично-теоретичних предметів, він вимагав від молоді відповідального ставлення до навчання, здобуття основ професіоналізму, сам працьовитий, не терпів нехлюйства, легковажності, лінощів. Побачивши у своєму студентові яскравий талант, Коломієць віддавав усі сили, аби його огранити, щиро, по-батьківськи опікувався новим учнем, вболіваючи за якісне професійне становлення Яковчука. Олександр з теплотою та щирою вдячністю згадує також інших своїх вчителів, які навчали його гармонії, аналізу музичних форм, читанню партитур, інструментовці та оркестровці. Це Віталій Дмитрович Кирейко, Микола Васильович Дремлюга та Мирослав Михайлович Скорик.
Результати такого спілкування не забарилися. Ще на студентській лаві з-під пера О. Яковчука з'являється низка самобутніх композицій, що засвідчили новаторський характер його почерку. «Народна сценка» (1972) для квартету дерев'яних духових інструментів, «Соната-поема» (1974) для альта і фортепіано, оригінальний хоровий «Триптих» (1975) для мішаного хору а cappella, «Осіння кантата» (1975) на власні тексти для сопрано і камерного оркестру. Творчий експеримент років навчання — цікаво написані на основі додекафонної техніки поліфонічні варіації для струнного квартету «Метаморфози» (1974) були навіяні «підпільним» ознайомленням (при особистому сприянні Валентина Сільвестрова) з музикою ново-віденців. Вдало написаний твір своєю незвичністю звучання набув розголосу у консерваторському середовищі, його потім демонстрували на Всесоюзній конференції молодих композиторів і музикознавців у Мінську, у пресі дали про цей твір схвальний матеріал.
Завершив О. Яковчук свої студії у консерваторії оперою «Незабутнє» на власне лібрето за однойменною повістю О. Довженка, переконливо довівши своє покликання писати музику. На той час це був перший випадок в історії Київської консерваторії, коли на випускний екзамен з композиції студент представляв оперу. Пізніше твір був поставлений в оперній студії за участю співаків-солістів Елли Акритової, Олександра Мартиненка, Валентини Стрілець та Галини Слуховської. Диригент — Віктор Здоренко.

### Симфонічна творчість
Суб'єктивне відчуття неповноти професійних знань, особливо в галузі оркестрування, і бажання опановувати нове у музиці привело О. Яковчука на Всесоюзний семінар молодих композиторів у будинку творчості «Іваново». Там молодого композитора щаслива доля звела з професором Московської консерваторії Юрієм Олександровичем Фортунатовим, котрий допоміг йому пізнати закони «живого дихання» симфонічного оркестру, навчив фундаментальним принципам написання партитури для великого оркестру. Між ними встановилися теплі дружні стосунки, які продовжувались аж до смерті Юрія Олександровича у 1998 році. Буваючи щорічно в «Іваново» протягом 1981—1988 років, Яковчук назавжди позбувся своєї «псевдофобії» щодо оркестрування, і впевнено почав працювати в симфонічному жанрі.

#### Симфонія №1 «Біоритми Чорнобиля»
Перша симфонія «Біоритми Чорнобиля», розпочата в 1986 році, одразу після страшної катастрофи в житті України — вибуху атомного реактора на Чорнобильській АЕС. Ця апокаліптична подія дала могутній творчий поштовх композиторові, очевидцю цієї вселенської трагедії, до написання великого симфонічного твору. Тема принесеної мирним атомом біди, що розчахнула життя українців на «до» і «після» катастрофи, висвітлюється як пересторога людству про його діяння, необдуманість яких може мати фатальні, незворотні наслідки для всього сущого на планеті. У симфонії Яковчука втілено особистий досвід митця у цій події (він давав авторські концерти для ліквідаторів у зоні радіоактивного зараження), та усвідомлення значення її глобального характеру для планети людей.
Праця над симфонією одночасно тривала у двох варіантах — для струнного оркестру з ударними та для великого симфонічного оркестру. Перший з них, «камерний екстракт» симфонії, композитор завершив того ж таки року. Але його прем'єра відбулась аж через 4 роки — 9 жовтня 1990 року у рамках Першого Музик — Фесту (під назвою «Біоритми», виконав Київський камерний оркестр під орудою Аркадія Винокурова) у Будинку вчених НАН України. Другий, повний варіант симфонії, Яковчук доопрацьовував аж до кінця 1987 року. Його першопрочитання здійснив симфонічний оркестр Національної радіокомпанії під керівництвом Володимира Шейка в Національній філармонії України у 2006 році, майже через 20 років після написання твору. Наступного року був випущений компакт — диск із записом Першої симфонії (CSF Inc. Productions), куди ввійшли ще Друга симфонія композитора та симфонічна поема «Золоті ворота».

#### Симфонічна поема №2 «Золоті ворота» (1982)
Його першим твором, що відбувся як художньо довершене явище, слід вважати симфонічну поему № 2 «Золоті ворота» (1982), приурочену до святкування 1500-річчя заснування Києва. Її світову прем'єру здійснив симфонічний оркестр м. Торонто (Канада) під орудою Володимира Колесника у 1996 році, через 14 років після написання. (У Києві твір прозвучав аж через 23 роки після написання. Його виконав симфонічний оркестр Національної радіокомпанії України під керуванням Вікторії Жадько у приміщенні Національної філармонії на концертах Київ Мюзик — Фесту 2005 року). Незважаючи на довгий шлях до слухацької аудиторії, серед композицій, написаних до знаменної дати у житті української столиці, вона зайняла одне з почесних місць в осмисленні митцями прадавнього минулого Руси — України. Крім того, в особистій творчій біографії Яковчука вона стала рушійним важелем до започаткування його роботи у жанрі симфонії, позначеному бажанням знайти нову художню якість у втіленні хвилюючих автора задумів такого виміру. Підсвідомо О. Яковчук ще зі студентської лави відчував у собі потенціал композитора — симфоніста. Просто він чекав свого часу, коли його підсвідоме ясно скаже: починай писати симфонію. І от такий час нарешті настав.
Після появи Другої симфонії (1987), як то кажуть, композитор «прокинувся знаменитим», у музичних колах про нього заговорили як про людину обдаровану, з діяльністю котрої пов'язаний подальший розвиток української музичної культури. Прем'єра симфонії відбулася на початку грудня 1987 року у м. Донецьку, де оркестр філармонії ім. С. Прокоф'єва під керуванням головного диригента Валентина Куржева виконав твір на Огляді творчості молодих композиторів України, що присвячувався 70-й річниці Жовтневої революції (неодмінному ідеологічному атрибуту мистецьких заходів радянської доби). У пресі, наголосимо, саме симфонію Яковчука із усього представленого (а це твори понад п'ятдесяти учасників) було названо «художнім відкриттям» цієї мистецької події. Одразу ж після прем'єри симфонію виконав у Києві Державний симфонічний оркестр України (диригував І. Блажков) на Пленумі Київської міської організації СКУ, за ним — на республіканському Пленумі СКУ. І, нарешті, у 1989 році нею у столичній філармонії відкрився черговий з'їзд Спілки композиторів Україні, останній з'їзд радянської доби. Звучала симфонія також на сценічних майданчиках зарубіжжя: у кубинській столиці Гавані (1988, диригент Хорхе Лопес Марін) та югославському місті Нові Сад (1991, диригент Зоран Муліч).
Критики в один голос відзначали щиру емоційність і трагедійний пафос тепло сприйнятої симфонії Яковчука, прагнення до власного світовідчуття, утвердження індивідуального мистецького почерку. Симфонія справила величезне враження своєю концепцією, що явно не вписувалася у загальний вал прославляючих радянську дійсність творів так званих «провідних» українських композиторів із бравурними, оптимістично стверджувальними фіналами. Її завершення було багатозначним, завдяки поступовому стишенню звучання оркестру та розчиненню у звуковому просторі. «Своєрідною інструментальною 3 повістю» назвав твір доктор мистецтвознавства, професор Микола Гордійчук на сторінках журналу «Музика», проголошуючи небуденність таланту молодого автора. Двочастинний варіант циклічності, цього разу об'єднаний на засадах модальної техніки принципом монотематизму, а також амбівалентність драматургії вирізняють цей самобутній зразок музики 1980-х років, що, без перебільшення, відкрив нові обрії українського симфонізму доби горбачовської Перебудови. Вищесказане дає нам можливість зрозуміти питому вагу симфонічного жанру у творчості композитора: — О. Яковчук, безумовно, природжений композитор — симфоніст.

#### Симфонія №3 "Відгомін дитинства"
Наступні два зразки у цьому жанрі композитор написав, керуючись програмними засадами та залученням вокально — хорового начала. Наблизившись до кантатно-ораторіального типу, композитор поєднав засоби симфонічного розвитку із розвинутим хоровим письмом. Так постали партитури Третьої симфонії «Відгомін дитинства» на вірші Ю. Сердюка (1987, друга, оркестрова редакція, — 2010) та симфонії-реквієму «Тридцять третій» на вірші В. Юхимовича для солістів, мішаного хору та симфонічного оркестру (1990). Виконана вперше на «Прем'єрах сезону» у 2010 році Третя симфонія присвячена перемозі радянського народу у Великій Вітчизняній війні, відображає її події з точки зору дитячого світосприйняття. Цікаво, що незабаром після прем'єри, до твору було долучено відеоряд — кадри воєнної кінохроніки того часу, відтак симфонія прозвучала на Українському телебаченні, здобувши новий, ширший виток виконавської долі.

#### Симфонія-реквієм "Тридцять третій"
У своїй Четвертій симфонії-реквіємі «Тридцять третій» (січень, 1990) О. Яковчук першим в українській музиці звернувся до табуйованої на той час теми Голодомору. Знайшовши багату, емоційно проникливу основу в поезії В. Юхимовича, поета, котрий в ранньому дитинстві особисто пережив страшний злочин тоталітарного сталінського режиму проти українського народу, а зрілою людиною зумів осмислити його своїми драматичними поетичними строфами, композитор упорядковує задум у шестичастинну композицію із врахуванням традицій поминальної Служби Божої. Зокрема, він аркоподібно вводить у партитуру молитву «Господи, помилуй» як головне тематичне утворення у першій частині, другорядний план у репризі другої частини та резюме фінальної. Тим самим досягнуто цілісне бачення сюжетної канви з її ідеєю поминання мільйонів загублених людських життів, а відтак і похідної від неї ідеєю покаяння. Ознаки реквієму першочергово відчутні на траурному характері твору, тематиці поетичної програми з її ідеєю поминання загиблих від голоду, відтак на використанні у постмодерному музичному тексті канонічної молитви православного обряду, а також досягнутому композитором ефекті духовного очищення слухацької аудиторії.
Вперше симфонію кияни почули 22 листопада 2003 року — через довгих 13 років після її написання — в Національній опері України у виконанні хорової капели Києво-Могилянської Академії «Почайна» (художній керівник Олександр Жигун) та Державного естрадно-симфонічного оркестру під керівництвом Віктора Здоренка. Незабаром, 13 грудня 2003 року під диригуванням Олександра Жигуна твір знову прозвучав у Національному будинку органної та камерної музики, і вже на основі цього концерту було здійснено запис і випущено DVD. У новій редакції (2007) симфонію — реквієм вперше виконали в Москві, в Українському домі, відразу після відомих провокаційних подій російських екстремістів — 24 листопада 2007 року. Друге виконання відбулося навесні 2008-го в Полтаві, третє — 20 жовтня 2008 року в Національному будинку органної та камерної музики. Партитуру було видано 2008 року за фінансової підтримки Фундації ім. Тараса Шевченка з м. Вінніпега й Фонду «Голодомор-33» з м. Торонто.

#### Симфонія №5 «Ностальгія»
Наступну, П'яту симфонію (2007), відділяє від попередньої сімнадцять років добровільно — вимушеного мовчання Яковчука-симфоніста, коли він переїхав до Канади і майже перестав систематично писати музику. Назвавши симфонію «Ностальгія», митець висловив у ній свою непогамовну тугу за творчістю, невситимий жаль за минулим життям в Україні, збурення почуттів від повернення до свого єства творця музичних полотен. Тому в партитурі зустрічаються іноді алюзії на власний стиль більш раннього періоду творчості, що помітно на рівні мікроінтонації, загальної драматургії і драматургії тембрів, на рівні жанру в його суто інструментальному сенсі. В одночастинній симфонії використано різноманітні прийоми сучасної композиторської техніки (конкретна алеаторика, додекафонія, модальність, сонористика, комплементарний розвиток оркестрових пластів, що розвиваються одночасно тощо). О. Яковчук вперше по — новаторськи показав тут цікаву роботу з інтонаційним матеріалом за принципом «тема та її тінь». Твір вперше прозвучав 6 квітня 2011 року на «Прем'єрах сезону» у виконанні симфонічного оркестру Національної радіокомпанії України під орудою В. Шейко.
Самобутньо представлений у доробку Олександра Яковчука дотичний до симфонії жанр інструментального концерту. Звернувшись вперше до нього у 1986 році (Перший альтовий концерт), композитор майже два десятиліття залишив його поза полем своєї уваги. Таке тривале мовчання, очевидно, було часом накопичення творчих ідей, що врешті-решт прорвалися цілою феєрією художньо цікавих композицій. Фактично, за чотири роки, протягом 2005—2006 років він написав шість концертів — ще один для альта, два для скрипки, два для віолончелі, а також для фагота. Визначальний у цьому жанрі принцип концертного змагання, переважно віртуозні партії соліста О. Яковчук підпорядковує вагомому змістові твору, як, наприклад, у Першому віолончельному концерті (2006), присвяченому жертвам політичних репресій в Україні, та Першому скрипковому концерті (2005), присвяченому Голокосту, п'ять частин якого мають програмні назви — «Вступ», «Спокута», «Відродження», «Ламентація», «Поминання».

### Фольклористична діяльність та обробки українських народних пісень
Духовні орієнтири Олександра Яковчука сформувалися під впливом родинного середовища та аури малої батьківщини — Поділля, за Лесею Українкою — «Красо України, Подолля, розкинулось мило, недбало…» Саме чарівне Поділля, його численні народні перекази, легенди, пісенний фольклор формували мелодично — інтонаційний світ композитора. Вже у роки навчання в консерваторії ставлення до фольклору у нього набуло усвідомленого, професійного підходу, а саме — розуміння його як праджерела інтонаційності у музиці. Зокрема, спілкування з Анатолієм Коломійцем, котрий у творчості міцно спирався на народні зразки і в тому ж річищі бачив майбутнє свого обдарованого учня, спонукало до заглиблення у роботі над тематизмом власних творів, пошуком адекватних задумові варіантів інтонаційного розвитку. Не менш вагомо позначилась на формуванні світогляду композитора збирацька практика під керівництвом Володимира Матвієнка, тодішнього завідувача Кабінету народної творчості при консерваторії. Власне, організовувані ним упродовж 1962—1984 років щорічні студентські фольклористичні експедиції вплинули на професійне становлення численної генерації фольклористів, музикознавців, композиторів. В їх колі Олександр Яковчук опановував техніку розшифровування народних зразків, записаних на магнітофонну плівку, і, відповідно, норми паспортизації. Саме тут простежується одна із рис людської вдачі композитора, а саме: його прагнення до перфектності, наполегливості у пізнанні невідомого, особливо того, що стосується здобуття основ професіоналізму. Уже після закінчення консерваторії, працюючи редактором музичного мовлення Українського радіо, під час відпустки Олександр неодноразово здійснює самостійні фольклористичні поїздки селами західного Поділля вздовж Збруча, фіксуючи із перших уст народні перлини. Невелику частку (140 пісень) масиву було опубліковано видавництвом «Музична Україна» у 1989 році збіркою, упорядкованою Яковчуком, — «Пісні з Поділля» (накладом у 9 тис. примірників) та «Колядки і щедрівки» (1990), видані ВАУК. Попри це, загалом він зібрав і підготував до друку близько півтори тисячі зразків, записаних не лише в Україні, а також у колишній Югославії та на теренах Пряшівщини (Словаччина). Наприкінці 1980-х років композитор мав намір їх опублікувати у видавництві «Музична Україна», проте рукописи йому повернули, мотивуючи відсутністю коштів на видання. Так до сьогодні у приватному архіві Яковчука зберігаються, очікуючи на оприлюднення, кілька збірок народнопісенної спадщини — результат приблизно двадцятип'ятирічної збирацької діяльності митця, доробок, що може пролити світло на стан існування фольклору згаданих територій, побутування його жанрів, міграційні процеси пісенних інваріантів та інші питання етномузикології. Олександр оптимістично чекає на кращі часи, коли згадані збірки народних пісень побачать світ.
Звісно, такий ретельний підхід до вивчення першоджерел, осмислення їх ладово-інтонаційної парадигми природним шляхом позначилися на власній композиторській творчості О. Яковчука. Зокрема, у портфелі митця є понад двісті п'ятдесят обробок народних пісень для різних хорових складів, де він впроваджує свої, оригінальні принципи обробки народних пісень, докорінно відмінні від усталених в українській класичній музиці, а саме: Олександр Яковчук використовує деякі симфонічні принципи розвитку музичного матеріалу в обробках народних пісень, поступово «симфонізуючи» їх хорову фактуру. Такий новаторський симбіоз двох різних композиторських технік дає абсолютно неочікуваний позитивний результат у цьому жанрі. Обробки композитора мають заслужену популярність. Чимала частка рукописів майстра передається хормейстерами із рук в руки, виконується на численних хорових фестивалях і конкурсах в Україні та в зарубіжжі, допомагаючи виборювати призові місця вітчизняним хоровим колективам. Важливу роль для творення у хоровому жанрі відіграв неоціненний особистий досвід Олександра як хорового співака у колективі Оперної студії Київської консерваторії у роки студентства. Це дозволило йому відчути специфіку хору «із середини», проникнутись запитами виконавців, зрозуміти можливості окремих співаків та хору загалом. Звернення до хорової музики, залюбленість у фонізм вокальної вертикалі, володіння секретами її благозвуччя — характерна ознака авторського стилю митця. За словами композитора Мирослава Корчинського «…вміння Яковчука вирівнювати звучання хору по регістрах і завжди проводити головну музичну тему тими голосами, які найліпше звучать у даній теситурі — риса доволі рідкісна серед сучасних композиторів, але й така, яка імпонує виконавцям». Тому його обробки народних пісень дуже популярні, їх можна знайти в репертуарі багатьох як столичних хорів, так і регіональних.
До прикладу, хор «Хрещатик» під орудою Лариси Бухонської записав два компакт — диски обробок народних пісень композитора, його «Літургію Святого Іоанна Златоустого» (2005) та «Триптих» (1975); жіночий хор Київського музичного училища під керівництвом Галини Горбатенко записав кантати на народні слова «Ой в борі» (1993) та «Пори року» на вірші О. Довгого, псалм № 22 «Господь — то мій пастир» (2006); чоловіча хорова капела ім. Л. Ревуцького (керівник Богдан Антків) — кантату на слова І. Малковича «Калинонька» (1987). У виборі репертуару не минають творчості О. Яковчука і яскраві співаки-солісти. Так, неповторно піднесено, з прозорістю духовного осердя звучить записана Марією Стефюк разом із Капелою бандуристів обробка народної пісні «Ой зіронько вечорная», диригент — Микола Гвоздь. Справжньою окрасою одного з торішніх авторських концертів композитора постало виконання солісткою Національної опери ім. Т. Г. Шевченка Зоєю Рожок і Національним оркестром українських народних інструментів під керівництвом Віктора Гуцала фольклорної кантати «Подільські співанки» (1990).

### Ораторія "Скіфська пектораль"
Прихильність композитора до монументальних жанрів, особливо пов'язаних зі словом, простежується на прикладі ораторії «Скіфська пектораль» (1990) для солістів, мішаного хору та симфонічного оркестру на вірші друга Олександра Яковчука — поета Бориса Мозолевського (водночас відомого археолога, котрий знайшов цей неоціненний скарб, золоту царську пектораль). У творі втілено волелюбний дух предків українського народу — скіфів — орачів, їх незламну здатність обороняти рідну землю від ворожих зазіхань. Музиці притаманна фрескова манера викладу, переважає тутійний тип оркестрової фактури. Яскрава індивідуальна манера авторського висловлення, монументальність ставить цей твір у ряд найкращих зразків жанру не лише української, але й світової музики.
Протягом останнього десятиліття О. Яковчук вперше у своїй творчості звернувся до духовної музики, зацікавившись жанрами канонічної літургії та псалму. У 2005 році він написав «Літургію Святого Іоанна Златоустого», яка просто і просвітлено звеличує Слово Боже, сповнена віри у милість, ласку Всевишнього. Її щаслива виконавська доля, (а це понад двадцять виконань різними колективами), говорить про те, що твір написано вдало, що він продовжує і примножує славні традиції української хорової музики, партесного концерту, закладені в добу музичного бароко. Так, світова прем'єра Літургії в першій редакції відбулась 26 квітня 2006 року в соборі Св. Олександра (Київ), її виконав камерний хор «Хрещатик» під орудою Л. Бухонської. Вдруге цей твір прозвучав на авторському концерті композитора 9 червня 2006 року у приміщенні Національної філармонії у рамках хорового фестивалю «Золотоверхий Київ». Цим твором також відкривався новий концертний сезон Національної філармонії 2006—2007 року. Згодом частини Літургії прозвучали у Канаді (хор «Відродження», диригент О. Синичак), Великій Британії (хор «Булава», диригент П. Гунька). Після завершення другої редакції (2009 рік) Літургію виконали у Львові «Галицький камерний хор» (керівник В. Яциняк) та в Києві хор «Хрещатик» (керівник П. Струць).

### Камерні кантати
Важливим є внесок Олександра Яковчука до жанру улюбленої ним камерної кантати, до якого він звертався у різні періоди творчості і який у його доробку налічує десять творів, представляючи своєрідну лабораторію для поєднання високого поетичного слова з музикою. Цей жанр зародився у вітчизняній музиці на початку 1970-х років, одним з перших продемонструвавши мобільну можливість експерименту на різних рівнях (у драматургії, формі, виражальних засобах, виконавському складі). Процес відгалуження від великої кантати з наявністю у ній симфонічного оркестру, хору, кількох солістів призвів до зменшення складу виконавців: камерну кантату виконують, як правило, один чи два солісти і камерний оркестр (чи камерний ансамбль). Біля витоків жанру стояли композитори Валентин Сильвестров, Олег Кива, Валентин Бібік і тодішній студент Київської державної консерваторії Олександр Яковчук. По-юнацьки відвертою сприймається його перша спроба — «Осіння кантата» (1975) на власні тексти для сопрано і камерного оркестру, де тема кохання подається через призму авторської рефлексії на поетику «Тіней забутих предків» М. Коцюбинського, змальованого у повісті почуття Марічки та Івана. Втім, твір демонструє самостійне бачення обраної теми. Поетичні рядки вражають нас гармонійністю сприйняття світобудови, де опис людського почуття, його народження, становлення, досягнення вершини і смерті-забуття асоціюється з природою, її осіння пора — то щедрий ужинок зробленого, відчутого, пережитого, але і водночас це — передчуття зимового сну, забуття, відходу. Крізь фольклорні образи Калини — Явора, що уособлюють жіночу та чоловічу долю, опосередковано відтворюється самотність людини. Прем'єру здійснили співачка Елла Акритова та студентський камерний оркестр під керівництвом Олександра Кравчука у Малому залі консерваторії 1975 року. Пізніше кантату виконала і записала у фонд радіо Наталія Кравцова-Воробйова з Київським камерним оркестром під орудою Ігоря Блажкова.
Важливою подією у житті композитора став концерт з п'яти прем'єр нових камерних кантат, що відбувся 3 грудня 2012 року у Будинку архітектора. Кантата «Я до Тебе йшов» на вірші Бориса Олійника для баса (соліст Олександр Бойко) й інструментального ансамблю (2 флейти, фаґот, віолончель, фортепіано) присвячується коханню, що не здійснилося, загубилося на життєвих стежках, лишившись смутним спогадом героя про юність. Митець уклав задум у тричастинну композицію, послідовно відтворюючи повороти сюжету: зустріч — прощання — спогади. Кантаті притаманний яскравий мелодизм, пісенність інтонацій, ліричний нахил вирішення концепції. Кантата «На перехресті серця» (2011) на вірші Петра Перебийноса у виконанні Тамари Ходакової (мецо-сопрано) підхопила високий «градус» схвильованості авторського вислову. Це твір про одвічну синівську любов до матері («Матусю, десь ти за імлою… Дивлюсь я тужно вдалину», І частина), роздуми героя про своє місце на землі («І я на схрещенні орбіт зорю викрешую бентежно», ІІ частина), про швидкоплинність життя («Над бентежною душею, над прожитими літами облітає цвіт вишневий», ІІІ частина), про людську пам'ять («І на дзвінкий Чумацький шлях земною піснею полину», IV частина). У цьому творі композитор також спирався на пісенні інтонації ліричного вислову, а контрастним матеріалом виступали впроваджені елементи ілюстративності у партії фортепіано та віолончелі. Енергетичним згустком вечора виявилась кантата на вірші Василя Стуса «Благая Бога длань» (2011) для баса і камерного оркестру. Обрані О. Яковчуком рядки поета-мученика незвичайні: написані за два тижні до відходу помираючим в радянському казематі поетом кидають звинувачувальний вирок людському гріху і приспаній совісті, радянській системі і тоталітаризму. Відтак і музичне рішення, покладене в чотирьох частинну структуру, випромінює енергетику філософського порядку, сягаючи гостро дисонуючих звучань насиченої експресивністю партитури, яку зуміли глибоко донести О. Бойко і знаковий у популяризації сучасної української музики камерний оркестр «Київська камерата» (художній керівник і диригент Валерій Матюхін). Кантаті «Перегортаючи життя прожите» (2012) для мецо-сопрано і камерного оркестру притаманне вітаїстичне буяння емоцій юного кохання героя віршів Петра Осадчука. Відтак у творі фактурне тло позначене прозорістю викладу для увиразнення партії солістки, яку напрочуд віртуозно провела Т. Ходакова у натхненному супроводі «Камерати». Кантата «Ти» (2011) на вірші Павла Мовчана для тенора і камерного оркестру (соліст Сергій Бортник) тріумфально завершила вечір світових прем'єр. Її високопоетичний задум розкриває тему батьківщини — України через внутрішнє дієве ставлення кожної конкретної людини до своєї рідної землі, до її історії, її майбуття.
Зацікавившись жанром камерної кантати ще у студентські роки, Олександр Яковчук, по суті, стояв біля його витоків. Цей жанр він незрадливо проніс через усе своє життя, час від часу повертаючись до нього. Сьогодні ж, коли вищезгаданий вид музики переживає не найкращі часи, звернемося до оптимістичних слів відомого музикознавця Анатолія Калениченка: «На даний момент, коли в сучасній українській музиці відбувається деяка криза цього жанру, Олександр Яковчук буквально відродив камерну кантату у своїх нових творах».

### Вокально-інструментальна творчість
Продовжуючи розповідь про вокально-інструментальну творчість Яковчука, неможливо оминути його унікальний цикл «12 сонетів В. Шекспіра» для баса і фортепіано, написаний на замовлення знаменитого, світової слави оперного співака з Англії Павла Гуньки для «Антології українського солоспіву», ним особисто започатковану. Ця Антологія містить у собі романси двадцяти трьох українських композиторів — класиків, починаючи від М. Лисенка та закінчуючи, власне, Олександром Яковчуком. Свій вокальний цикл «12 сонетів В. Шекспіра» Яковчук написав українською мовою у перекладі Остапа Тарнавського, але так, що можна, не міняючи практично нічого у вокальній партії солоспівів, виконувати їх адекватно англійською мовою в оригіналі, що є у наш час абсолютно унікальним явищем.
В «Антології українського солоспіву» вперше романси українських композиторів виходять на широку міжнародну арену, поряд із творами світової класики. Всі вони будуть виконані і записані на CD знаменитими оперними співаками (до речі, не українцями), разом із ініціатором цієї Антології великим патріотом України Павлом Гунькою. Записи солоспівів стануть доступні кожній зацікавленій особі через мережу Інтернет, разом із нотними записами. Такого грандіозного світового проекту в історії української музики ще не було.

### Музика до театральних вистав
У творчій біографії Олександра Яковчука були роки, коли він працював завідувачем музичної частини Київського Молодого театру (1979—1983). Це були, за його ж словами, найщасливіші роки життя, коли можна було жити, повністю занурившись у бурхливе театральне життя Молодого театру, вільно експериментувати з музикою, виходячи із сценічної дії. Надзвичайно плодотворною була ця творча лабораторія для композитора, що у майбутньому дала оригінальні ідеї у музиці інших жанрів. Відтак, у його доробку знаходимо і музику до театральних вистав, як-от «З весною я до тебе повернусь» О. Казанцева, «За двома зайцями» М. Старицького, «Піти і не повернутися» В. Бикова, «Пригоди Аліси у Країні Чудес» Л. Керрола — Б. Заходера, «Три сестри» А. Чехова, «Сватання на Гончарівці» Г. Квітки-Основ'яненка та інші. (Вистава «За двома зайцями» з музикою композитора за 25 років пройшла рекордну кількість разів в історії світового театру!)
Досвід роботи О. Яковчука в оперній студії Київської консерваторії та Молодому театрі знайшов, у першу чергу, своє яскраве відображення у балеті митця «Пригоди у Смарагдовому місті» (1988 р., лібрето В. Литвинова та О. Балабана за мотивами творів О. Волкова, де вільно перероблені образи й сюжет повісті-казки американського письменника Л. Ф. Баума «Чарівник країни Оз»). Балет було поставлено на сцені Київського державного дитячого музичного театру. Як репертуарний спектакль він з успіхом виконувався там протягом шести років. Фахівець у галузі української балетної музики, Марія Загайкевич, рецензуючи твір, відзначала теплий ліризм, виразну мелодичність музики, чітке розмежування конфліктних образів, притаманне почерку О. Яковчука відчуття танцювального руху, що сприяють дохідливості сценічної дії, отже, й контактові з юною аудиторією.

### Поліфонічний цикл «Дванадцять концертних прелюдій і фуґ» (1983) для фортепіано
Як художник постмодерної доби О. Яковчук гостро відчуває час, в якому він живе, прикметний розмірковуванням над поліфонією традицій, своєрідним ретроспективізмом. Це відобразилося в тенденції неокласицизму, дещо помітної в творчості Яковчука, як наприклад, у поліфонічному циклі «Дванадцять концертних прелюдій і фуґ» (1983) для фортепіано (перша виконавиця — дружина композитора Надія Яковчук) й кількох інструментальних сюїтах у старовинному стилі. «Дванадцять концертних прелюдій і фуґ» сприймається концепційно цілісно, ніби своєрідна двочастинна поліфонічна симфонія для фортепіано, а не як розрізнена послідовність мініциклів, побудована за принципом — сім пар по білих клавішах і п'ять по чорних. Оригінальним є спирання на модальну техніку, що в даному жанрі у вітчизняній музиці Яковчук застосував вперше. Беручи за основу лади народної музики, композитор замінював у них деякі щаблі модифікованими, таким чином моделюючи ладовий симбіоз, який ставав новоутвореною модальною лексемою — будівельною засадою усього тематичного простору кожного мініциклу. В результаті такої інвенційності авторського погляду було досягнуто свіжості фонічних характеристик тематизму і гармонічної вертикалі. Новаторський підхід Яковчука простежується і у вільному ставленні до жанрової семантики прелюдій, деколи окресленої точнішим скеруванням, як-от Прелюдія-остінато (in F), Прелюдія-токата (in A), Прелюдія-діалог (in Es), Канон (in Cis). Або ж репрезентації їх у вигляді танцювальної чи поліфонічної форми — Бурре (in Fis), Жиґа (in B). Поодиноким зразком жанрової модифікації фуґи у циклі є Фуґа-токата (in C). Цикл здобув належне визнання серед фахівців та поважне ставлення виконавців. Приміром, симптоматично відгукнувся про нього професор Московської консерваторії ім. П. І. Чайковського, керівник Іванівських творчих семінарів професор Юрій Фортунатов: — «Якби протягом наших семінарів були написані лише прелюдії і фуґи Яковчука, то існування Івановських зустрічей уже б виправдало себе». Міжнародне визнання опусу простежується у схвальних словах професора Університету Конкордія (Канада) Вольфганга Боттенберґа, котрий зауважив, що «…після Баха і Шостаковича саме прелюдії і фуґи Яковчука гідно продовжують цю поліфонічну традицію на сучасному світовому рівні». Широкого розповсюдження цикл набув завдяки відомому піаністові Михайлові Воскресенському, котрий їх впровадив у власний репертуар та з ентузіазмом залучив до виконання студентів свого класу у Московській консерваторії. Не слід забувати, що «Прелюдії і фуґи» вже двічі були видані — у «Музичній Україні» (1988) і канадійському видавництві «Etobicoke Music Festival» (Торонто, 2009), а також записані на компакт-диск Надією Яковчук (CSF Inc. Production, Canada, 2007). Живучи деякий час у Канаді, композитор створив також низку творів для фортепіано дидактичного спрямування — цикли «Дикі звірі Канади» (24 п'єси), «Дванадцять поліфонічних п'єс», «Мініатюри» (55 п'єс), «Десять ансамблів у чотири руки» та Сюїту з балету «Пригоди у Смарагдовому місті».
Камерно — інструментальна творчість Олександра Яковчука, куди належать згадані фортепіанні композиції, у порівнянні з його симфонічними та хоровими полотнами посідає більш скромне місце, але лише в кількісному відношенні. Попри це, тут ми також зустрінемося із глибиною роздумів митця, наснаженістю емоцій, майстерністю письма. Шість струнних квартетів, тріада сонат неоромантичного спрямування, фортепіанне тріо «Місячне світло» з певними алюзіями на імпресіонізм, твори для струнного оркестру, понад два десятки програмних п'єс для різних, переважно солюючих духових інструментів та фортепіано, а також вишукані інструментальні ансамблі для духових жваво виконуються і в студентському середовищі, і концертними виконавцями на концертних майданчиках різних країн.
Музика Олександра Яковчука здобула визнання у світі. Велика її частина вийшла друком у видавництвах України, Росії, Канади (понад 180 творів), записана до «Золотого фонду» Національної радіокомпанії України (понад 200 творів), видані компакт-диски (12 CD та 2 DVD). Це чимало, враховуючи те, що записане становить приблизно одну п'яту частину від усіх його композицій.
Обробки українських народних пісень композитора широко виконуються у країнах, де є українські хори. Серед них хор «Дніпро», хор ім. О. Кошиця, хор «Веснівка» з Канади, капела «Думка» та капела бандуристів ім. Г. Китастого зі США, хор «Булава» з Великої Британії та інші. Можна сміливо стверджувати, що в Україні немає жодного професійного колективу, який би не виконував хорову музику О. Яковчука.
Композитор став лауреатом Республіканської премії ім. М. Островського 1988 року (за Другу симфонію, Концерт для альта з оркестром, Прелюдії і фуґи для фортепіано, цикл «Комсомольські пісні»), лауреатом Всеукраїнської премії ім. І. Огієнка 2013 року (за «Літургію святого Іоанна Златоустого», три Духовні концерти та десять Давидових псалмів у редакції І. Огієнка), а також п'ятьох Всеукраїнських композиторських конкурсів на найкращий твір:
1. Кантата «Я и Солнышко — друзья» на вірші болгарських поетів Н. Зідарова та Л. Станчева для дитячого хору a cappella — I премія (1979);
2. «Місто моєї долі», слова Д. Луценка — I премія, (1982);
3. «Пісня про Україну», вірші В. Дергача для капели бандуристів — II премія, (1983);
4. «На землі Стаханова живем», слова М. Сингаївського — III премія, (1987);
5. «Підорлики», слова Л. Татаренка — II премія, (1988);
1990-х роках О. Яковчук переміг на трьох міжнародних композиторських конкурсах у Швейцарії (за Перший струнний квартет — II премія), Німеччині (за струнне Тріо з кларнетом — III премія), Бельгії (Ґран-прі за кантату «Wallnut Rain»).
У 2012 році композитор був нагороджений Орденом Святого Рівноапостольного князя Володимира III ст. за заслуги у відродженні 11 духовності в Україні. А у 2016 році йому було присвоєне високе звання Заслуженого діяча мистецтв України.
Сьогодні Олександр Миколайович викладає у Національній музичній академії України ім. П. І. Чайковського, він доцент кафедри композиції
Офіційний персональний сайт композитора: ALEXANDERJACOBCHUK.CA [Архівовано 10 січня 2016 у Wayback Machine.] А також на сайті Національної спілки композиторів України, у розділі ПЕРСОНАЛІЇ. [Архівовано 4 травня 2016 у Wayback Machine.]
Ольга КУШНІРУК, кандидат мистецтвознавства, старший науковий співробітник ІМФЕ імені М. Т. Рильського НАН України

## Відгуки про творчість
Олександр Яковчук — багатогранна, всебічно обдарована творча особистість, що добре знає світову літературу і поезію, захоплюється живописом та скульптурою, цікавиться архітектурою. Він, безумовно, належить до категорії людей, яких називають трудоголіками. Довго треба перелічувати назви творів, написані ним за роки творчої діяльності: це опера, балет, ораторія, шість симфоній, три симфонічні поеми, більше двох десятків кантат, сім інструментальних концертів, а також велика кількість камерних творів для різних інструментів й ансамблів. Осібно стоять його хорові обробки українських народних пісень, серед яких є чимало справжніх шедеврів. Отже, підводячи риску під вищесказаним, можна дійти висновку, що Олександр Яковчук є одним із провідних українських композиторів, чиє ім'я добре відоме в сучасному музичному світі.
Євген СТАНКОВИЧ, композитор, Герой України, народний артист України, професор, лауреат Національної премії України ім. Т. Г. Шевченка
Познайомився я з Олександром Яковчуком у Ворзелі, у неформальній, сповненій гумору і дотепності, атмосфері Будинку творчості композиторів України. Це було років сорок назад. Пригадую, на той час він ще навчався на композиторському факультеті Київської консерваторії по класу Анатолія Коломійця, традиційно мислячого композитора, і дуже цікавився, як це годиться молодому чоловікові, чимось новим, зокрема, новітніми техніками композиторського письма ново — віденської школи, впроваджуючи щось у свою музику. Я, по мірі можливості, допомагав йому здобувати деякі знання. Згодом на довгі роки його творчість як цілісний феномен випала з моєї уваги (через від'їзд Олександра в Канаду), хоча його талановиті обробки українських народних пісень продовжували жити в репертуарі хору «Київ», з яким у мене тривала творча дружба. На сьогодні, відколи Яковчук повернувся в Україну, можу стверджувати, що він — талановитий високопрофесійний композитор, його музиці у різних жанрах притаманний експресивний характер вислову. Сильне враження на мене справила його симфонія-реквієм «Тридцять третій»: обрана в ній тема про Голодомор, на мій погляд, дуже важка для відображення у музиці, адекватним може бути лише мовчання. Але Олександр Яковчук зумів створити таку сумну, таку трагічну музику, яка слухачів просто приголомшує. Хотілося б, щоб наша Спілка композиторів більш широко популяризувала його творчість, національно яскраво виражену.
Валентин СИЛЬВЕСТРОВ, композитор, народний артист України, лауреат Національної премії України ім. Т. Г. Шевченка
За останні роки Олександр Яковчук проявив себе дуже інтенсивно, плодовито, він вільно володіє різними жанрами і в цьому досяг визначних художніх успіхів. Особливо хочу виділити його віртуозний «Концерт для віолончелі з оркестром». Думаю, що цей твір займе гідне місце в репертуарі сучасних віолончелістів.
Мирослав СКОРИК, композитор, Герой України, народний артист України, професор, лауреат Національної премії України ім. Т. Г. Шевченка
Про Олександра Яковчука як талановитого молодого композитора я вперше почув наприкінці 70-х років минулого сторіччя, але з його музикою познайомився ближче лише кілька років тому. Мушу сказати, що в нього є свій інтонаційно-образний стиль музики, який не сплутаєш ні з чиїм іншим. Його музика дуже життєдайна, вона наповнена променистим, людяним сприйняттям світу, вона пропущена через серце і душу композитора, і тому вона вражає. Яковчуку підвладні різні жанри сучасної музики, але обробки українських народних пісень Олександра просто шедевральні, настільки витончено-поетично він підходить до народних джерел. Він один із яскравих композиторів — мелодистів сучасності, продовжувач найкращих традицій української класичної музики, і водночас — це композитор XXI сторіччя, котрий зумів знайти при перевазі раціоналістичного начала у суспільстві свою виразну емоційну інтонацію, яку з часом належно оцінить нація.
Володимир РОЖОК, народний артист України, доктор мистецтвознавства, професор, ректор Національної музичної академії України ім. П. І. Чайковського, лауреат премії ім. М. Лисенка
Олександр Яковчук — перш за все всебічно озброєний композитор-професіонал, якому підвладні у музиці всі її сфери і жанри. У цьому розмаїтті, здавалося б, важко вибрати головне. Однак неповторна його індивідуальність, на мій погляд, найяскравіше проявилася у хорових творах, які базуються на самостійно осмисленому фольклорному матеріалі; разом з тим вони є абсолютно сучасними за типом мислення і технікою письма. Друга, не менше важлива галузь його творчості, — масштабні симфонічні композиції, насичені драматизмом, вибуховістю, емоційним напруженням. У них автор оперує широкою образною палітрою, знаходить нестандартні прийоми розвитку тематизму. Серед найбільш показових творів останніх років я би поставила на перше місце його «Велику Концертну Тріаду». У кожному з трьох концертів Тріади — скрипковому, віолончельному, альтовому — він пропонує неповторне композиційне рішення, свій характер співвідношення сольної і оркестрової партій, по — новаторськи відчуваючи природу сучасного інструментального концерту.
Віталій Губаренко досить тісно зійшовся з Олександром Яковчуком у Ворзелі 1986 року, зацікавився його музикою і відчув багато спільного у їхніх естетичних поглядах та мистецьких уподобаннях. У найстрашніші місяці після вибуху Чорнобиля вони з Віталієм часто говорили про музику, ділилися творчими планами і професійними секретами. Особливо багато дискусій у них було пов'язано з питаннями оркестровки та оркестрових стилів. Це була класична дружба двох талановитих митців, старшого і молодшого. Надзвичайно симпатизували ми з чоловіком і дружині Олександра, прекрасній піаністці Надії Яковчук. Я певна, що Віталій Губаренко, якби зараз почув твори Яковчука, написані за останнє десятиліття, щиро вітав би молодшого колегу і відзначив би зростання і зміцнення його таланту. Мені теж завжди цікаво слухати музику Олександра і думати про її художні властивості, спостерігати, як невпинно і цілеспрямовано він рухається своїм власним творчим шляхом.
Марина ЧЕРКАШИНА — ГУБАРЕНКО, заслужена діячка мистецтв України, доктор мистецтвознавства, професор, лауреатка премії ім. М. Лисенка
Олександр Яковчук — це крупний, серйозний музикант монументального плану. Особливо я би виділила його хорову музику, де майстерність Яковчука-симфоніста (до речі, він є автором шести симфоній і трьох симфонічних поем), також знайшла відображення: він залучає прийоми симфонічного розвитку у свої хорові партитури, як можна це почути, зокрема, в ораторії «Скіфська пектораль». Його хорові обробки українських народних пісень, позначені витонченістю композиторського підходу до народного першоджерела, є дуже популярні на хорових конкурсах; я наприклад, як член журі, часто чую їх на форумах «Південна Пальміра», «Ялта — Вікторія». На мій погляд, Олександр глибоко проявив свій талант у ділянці духовної музики, написавши дуже світлу за настроєм Літургію, а також десять псалмів. Своє визнання митець здобув не лише в Україні, але й і в Канаді, де він деякий час проживав, у чому я особисто пересвідчилась, побувавши там.
Леся ДИЧКО, композиторка, народна артистка України, професор, лауреатка премії «Київ» ім. А. Веделя, лауреатка Національної премії України ім. Т. Г. Шевченка
Олександр Яковчук належить до когорти найталановитіших композиторів України, що дуже плідно працює в різних жанрах. Останнім часом на мене глибоке враження справив його твір «Скіфська пектораль», також маю надзвичайно позитивні спогади про його Віолончельний концерт та П'яту симфонію «Ностальгія». Він є видатним майстром обробки української народної пісні; така здатність відчувати джерела в Олександра закладена генетично, це в нього виходить дуже тонко і природно. Отже, підкреслюю дві головні, на мій погляд, риси його творчої особистості — він справжній професіонал і яскравий, національно визначений митець.
Ганна ГАВРИЛЕЦЬ, композиторка, заслужена діячка мистецтв України, доцент, лауреатка премії «Київ» ім. А. Веделя, лауреатка Національної премії України ім. Т. Г. Шевченка
У своїй творчості Олександр Яковчук гідно продовжує найкращі традиції української музики, що йдуть від М. Лисенка, Л. Ревуцького і Б. Лятошинського. У нинішній ситуації, коли композиторська молодь надміру кинулася в експериментування, саме чітка мистецька позиція О. Яковчука оберігає і розвиває художні надбання наших попередніх майстрів. Його велична Літургія, духовні хорові концерти, псалми, кантата на вірші Тараса Шевченка — це вже є, без перебільшення, сучасна українська музична класика. Я вражений різнобарв'ям композиторської техніки, багатством авторської фантазії у цих творах, вишуканістю інтонації, що, без сумніву, заслуговують на широку популяризацію у державному форматі.
Віктор СТЕПУРКО, композитор, заслужений діяч мистецтв України, доцент, лауреат премій ім. Л. Ревуцького, ім. І. Огієнка, ім. Б. Лятошинського, ім. М. Лисенка, премії «Київ» ім. А. Веделя та лауреат Національної премії України ім. Т. Г. Шевченка
На Олександра Яковчука, як на композитора, я звернув увагу під час виконання його дипломної роботи — опери «Незабутнє» за Олександром Довженком. Мене вразила краса, виразність та професійність цієї музики, що значно перевищувала звичайний рівень студентських робіт. Далі мені запам'яталися «Прелюдії та фуги» для фортепіано у чудовому виконанні його дружини, обдарованої піаністки Надії Яковчук. Потім була Друга симфонія — новаторська, динамічна, сповнена яскравих драматичних образів. Тут ми вже зустрілися з Олександром і протягом цілого вечора обговорювали деталі твору. Тепер ми з ним час від часу зустрічаємося, дискутуємо про сучасну українську музику. Впевнений, що ніхто не заперечуватиме проти аксіоми, що така непересічна постать, як композитор Олександр Яковчук в українській музиці є, і твори цього митця справедливо займають в ній своє гідне місце.
Юрій ІЩЕНКО, композитор, заслужений діяч мистецтв України, професор, лауреат премій ім. М. Лисенка, ім. Б. Лятошинського та А. Веделя.
Дуже поважаю Олександра Яковчука. За природою мислення це істинно український композитор: пишучи про минуле свого народу, він думає про його майбуття, палко хоче бачити його щасливим. Особливо мене вразила симфонія — реквієм № 4 «Тридцять третій» у виконанні академічної капели «Почайна» під керуванням Олександра Жигуна. Впевнений, що в українській музиці це — найсильніший твір про Голодомор. Яковчук мислить філософськими діалектичними категоріями, і в його музиці яскраво відчувається, що він природжений композитор — симфоніст. Велике значення мають його хорові обробки народних пісень, де він виступає як продовжувач традицій Миколи Леонтовича та водночас відкривач нових перспективних шляхів в опрацюванні народних перлин.
Юрій АЛЖНЄВ, композитор, заслужений діяч мистецтв України, доцент, лауреат премій ім. М. Лисенка та ім. І. Огієнка
Олександра Яковчука, мого земляка, знаю ще з часів нашого спільного навчання у Хмельницькому музичному училищі, відтоді він мені запам'ятався як талановитий і цілеспрямований музикант. На сучасному етапі, без сумніву, Олександр Яковчук, стоїть у ряду провідних композиторів України. Його пройнята національним духом творчість підіймає важливі теми громадянського звучання — Чорнобиль, Голодомор, Велика Вітчизняна війна, тоталітаризм. Одним з яскравих творів композитора вважаю П'яту симфонію «Ностальгія», де своєрідно і цікаво проявився хист Яковчука-симфоніста. Людина великого серця, великої душі, Олександр Яковчук багато зробив для збереження пісенного фольклору як збирач-фольклорист і як митець, вбираючи пісню в шати композиторського опрацювання. Його обробки вже стали хрестоматійними у хорових класах наших навчальних закладів.
Микола ЛАСТОВЕЦЬКИЙ, композитор, заслужений діяч мистецтв України, доцент, директор Дрогобицького державного музичного училища ім. В. Барвінського.
Для мене, як симфонічного диригента, важливим є зміст, який заклав композитор у свою партитуру. З великою приємністю відзначу, що талановиту музику Олександра Яковчука виконувати цікаво і приємно, оскільки їй притаманна глибина інтелекту справжнього митця разом із повнокровністю його емоцій. Плин музичної тканини завжди розвивається за законами сучасної драматургії, дуже рельєфно і майстерно Олександр вміє вибудовувати підхід до кульмінації і, власне, саму кульмінацію, що доступно не кожному сучасному композиторові. Неабиякою позитивною рисою Яковчука-композитора можна також назвати відчуття контрасту у формі: способи його досягнення характеризуються невичерпністю авторської фантазії. І, нарешті, для індивідуальної манери письма Яковчука показовим є майстерне володіння оркестровими барвами, бездоганне знання тембрових можливостей інструментів симфонічного оркестру — один із критеріїв справжнього композитора-симфоніста, яким і є наш сучасник Олександр Яковчук.
Володимир СІРЕНКО, народний артист України, художній керівник і головний диригент Національного заслуженого академічного симфонічного оркестру України, лауреат Національної премії України ім. Т. Г. Шевченка
Я знаю і виконую музику Олександра Яковчука близько 40 років. Прем'єри всіх його камерних кантат, а їх уже десять, були виконані українськими співаками Наталією Кравцовою, Тамарою Ходаковою, Любов'ю Канюкою, Юрієм Кругловим, Олександром Бойком та Сергієм Бортником разом із «Київською камератою». Нам приємно виконувати його яскраву, мелодійну музику, вона йде в композитора від щирого серця. Він великий знавець вокалу, його вокальна інтонація завжди доконана і логічна. І, передовсім, він нутром відчуває поетичне слово, чудово передає його в музиці. Партія оркестру у нього завжди вишукана і цікава для виконання. Отже, чекаємо від автора нових талановитих творів і бажаємо йому щирого натхнення!
Валерій МАТЮХІН, народний артист України, художній керівник і головний диригент камерного оркестру «Київська камерата», лауреат Національної премії України ім. Т. Г. Шевченка
Музика Олександра Яковчука глибока, справжня і переконлива. Важливим є те, що вона говорить про духовність нашого народу, яка неможлива без пам'яті про своє минуле, про криваву історію України — Голодомор, політичні репресії, Велику Вітчизняну війну, Чорнобильську трагедію тощо. Це можна почути в партитурах його симфоній, ораторії, інструментальних концертів. Така велика кількість трагічного в його оркестрових творах свідчить, на мій погляд, про певну ностальгію зрілої людини, що багато пережила в своєму житті, за високими гуманістичними ідеалами, частково втраченими нашим поколінням.
Володимир ШЕЙКО, Народний артист України, художній керівник та головний диригент академічного симфонічного оркестру Національної радіокомпанії України
З Олександром Яковчуком я знайомий близько тридцяти п'яти років. Диригуючи Національним оркестром українських народних інструментів, неодноразово виконував його твори у багатьох містах України. Відзначу дуже важливу рису авторської манери Олександра — глибокий зв'язок з народними джерелами, розуміння їх інтонаційних особливостей, ритмічного малюнку. Те, що попри ускладнену музичну мову сучасного композиторського письма, він розвиває і фольклорний напрямок, синтезуючи нову якість у звучанні оркестру, говорить про багатогранність його мистецької особистості.
Віктор ГУЦАЛ, народний артист України, професор, художній керівник і головний диригент Національного оркестру українських народних інструментів України
Наш славний композитор Олександр Яковчук — хоровик в душі і серці, глибинно близький до природи українського хорового співу. Таких митців в нашій музиці теперішнього часу дуже мало. Він — майстер в обробці народної пісні, по-своєму, на новому рівні, продовжує традиції М. Леонтовича, О. Кошиця, втілює сучасну мову в канонічній Літургії. Його твори ми залюбки виконуємо. Справжнього успіху та широкого резонансу набув наш концерт, що відбувся в Органному залі Львівської філармонії у 2009 році, упоряджений суто із музики Яковчука, де звучали його обробки українських народних пісень та велична, просвітлена Літургія.
Василь ЯЦИНЯК, народний артист України, головний диригент і художній керівник Галицького академічного камерного хору
Хорова творчість Олександра Яковчука вражає своєю щирістю, різноманітністю та вишуканістю. Сповнені драматизму хорові концерти та псалми, віртуозні обробки народних пісень, самобутня, глибоко духовна Літургія Іоанна Златоустого та багато інших творів — всі вони пронизані національною визначеністю, сповнені українського мелосу. Ідеальне відчуття форми, глибинне розкриття змісту, логічне звуковедення, багата та насичена гармонічна палітра, рельєфно виділений тематизм, оригінальність авторського задуму — все це визначає його індивідуальний композиторський стиль. Олександр Яковчук є одним із найсамобутніших сучасних композиторів, які працюють у жанрі хорового мистецтва.
Павло СТРУЦЬ, заслужений артист України, художній керівник та головний диригент академічного камерного хору «Хрещатик»
Для кожного хормейстера творчість Олександра Яковчука — це велика професійна школа, адже він як композитор надзвичайно різножанровий — від розроблення архаїчних мотивів («Скіфська пектораль») до постмодерного хорового письма. Олександр дуже цікавий саме своєю різноспрямованістю тематики. На трагічний, часами соціально жорсткий смисл віршів Т. Шевченка він відгукується адекватною музичною мовою, натомість в колядках чи псалмах ми чуємо прозору, світлу хорову фактуру. В обробках народних пісень він на новому рівні розвиває найкращі традиції М. Леонтовича, О. Кошиця, а вже в оригінальних творах продовжує започатковану Б. Лятошинським експресивну тенденцію розвитку сучасної музичної мови.
Галина ГОРБАТЕНКО, заслужена діячка мистецтв України, доцент, художній керівник жіночого хору Київського інституту музики ім. Р. Глієра
При згадці про Олександра Яковчука мене охоплюють найтепліші почуття. Це один із найкращих українських композиторів — інтелектуалів, добре відомий у музичному світі сучасний майстер-симфоніст. Абсолютно неординарна людина, енциклопедичний ерудит; йому притаманне вміння точно формулювати свою думку, зокрема музичну. Я неодноразово у різних країнах виконував з капелою «Почайна» його симфонію — реквієм № 4 «Тридцять третій» на вірші Василя Юхимовича і з впевненістю можу стверджувати, що її автор — справжній патріот своєї землі: — болісну тему Голодомору він втілив першим в історії української музики ще в радянські часи, внаслідок чого його твір чекав на виконання довгих 13 років.
Олександр ЖИГУН, Народний артист України, художній керівник і диригент академічної хорової капели «Почайна»
Твори Олександра Яковчука мене захоплюють блискучою композиторською технікою, майстерним володінням оркестром, він прекрасно відчуває кожний інструмент, кожний голос партитури, настільки бездоганно, детально розробляє свої музичні ідеї, що виникають асоціації з бахівською поліфонією та філігранним оркестровим письмом Бориса Лятошинського в плані експресивності музичного вислову. Важливо, що завжди артикулюється головна думка твору, ніщо не губиться у поліфонічному сплетінні голосів, — у цьому плані він унікальний, видатний майстер. Я порівнюю Олександра Яковчука по масштабності композиторської особистості і художньої вартості його конгеніальних симфонічних творів із великим Борисом Лятошинським.
Борис ДЕМЕНКО, піаніст, доктор мистецтвознавства, професор Національного університету культури і мистецтв України
Ще за студентських років Олександр Яковчук відзначався юнацькою нетерпимістю до композиторської та виконавської фальші. Але цей молодий максималізм, зрештою, повернув його до витоків, — до народної пісні. Мені найбільше у його творчості імпонують хорові твори, особливо обробки народних пісень. В них я чую, насамперед, неповторний український мелодизм, який віддзвонює в творчості наших найкращих композиторів; я відчуваю особливий характер пісні: чарівність і смуток, героїзм і жарт, грайливість і цноту. І лише пильно придивившись вбачаю за піснею самого композитора — Олександра Яковчука, що непомітно, з усмішкою досвідченого майстра, одягає пісню у сучасні ладові та гармонічні шати, приправляє винахідливою поліфонією та гострою ритмікою. І прадавня пісня сяє молодістю, нагадуючи красуню українку у сучасному вбранні.
Мстислав ЮРЧЕНКО, хормейстер, кандидат мистецтвознавства, професор, лауреат міжнародних конкурсів, лауреат премії ім. М. Лисенка
Дякуючи долі ми навчалися разом із Олександром Яковчуком на одному курсі в Київській державній консерваторії ім. П. І. Чайковського. Ще зі студентської лави я завжди мала відчуття, що його творчість знайде своє гідне місце в українській та світовій музиці. Так і сталося. І вагомим підтвердженням цьому є великий успіх його твору — «Концерту для віолончелі та симфонічного оркестру» — на «Міжнародному музикознавчому симпозіумі з проблем сучасної музики», що відбувся у Вільнюсі (Литва) в останній декаді жовтня 2011 року. На цьому заході була представлена музика Литви, Латвії, Естонії, Португалії, Греції, США, Росії, Білорусі та України. Я представляла музику українських композиторів В. Сильвестрова, М. Скорика та О. Яковчука. І серед усієї сучасної музики, що прозвучала на форумі, мабуть найбільший успіх випав на долю «Концерту для віолончелі та симфонічного оркестру» О. Яковчука, присвяченого жертвам політичних репресій в Україні. Було також відзначено, що серед віолончельних концертів нашої доби твір О. Яковчука займає одне з чільних місць у сучасному мистецтві. Це був безперечний успіх українського митця на такому представницькому зібранні, з чим я і вітаю автора.
Тетяна ВОЛОШИНА, кандидат мистецтвознавства, доцент Національної музичної академії України ім. П. І. Чайковського
**) Олександр Яковчук присвятив багато років свого життя створенню української сучасної музики. Його вклад у симфонічну, хорову, вокально — інструментальну музику є визначним. Коли я слухав «Скіфську пектораль», то відразу ж був приголомшений свіжістю та піднесеністю музики. Вона випромінювала оптимізм. Це якраз та риса, якої не вистачає Україні у ці непевні часи.
«Божественна Літургія» Яковчука є доконано високодуховною. Гармонія твору є складною, але водночас і доступною для сприйняття. Я також пам'ятаю приємне відчуття від слухання характеристичних п'єс «Дикі звірі Канади», що так вишукано виконувала на фортепіано його дружина Надія.
І, нарешті, його вокальне втілення текстів сонетів Шекспіра є просто геніальним. Я з великим задоволенням буду виконувати цей цикл у квітні 2014 року в Києві під час святкування 200-ліття від дня народження Т.Шевченка. Я вдячний автору від щирого серця за те, що він написав цей високохудожній цикл для мене персонально. Музика Яковчука є вражаючою, вона западає в душу, надає рішучості і загострює почуття, а також через свою доступність знаходить шлях до слухачів. Я переконаний, що цикл буде виконуватися, а слухацька аудиторія буде приємно вражена відчуттям гармонії, спокою та любові.
Нехай його творчий дух знаходить натхнення, нехай він і далі продовжує творити такі правдиві і чистосердечні шедеври!
Павло ГУНЬКА, міжнародний оперний співак з Англії.
**) Олександр Яковчук належить до невеликої групи світових композиторів, які акумулюють в собі професіоналізм, творчу уяву та можливість самовиразу в багатьох сучасних музичних стилях. Його музика є глибоко вкорінена в культурі України, його батьківщини, та водночас вона має і світове значення. Рівень його композицій є на вершині майстерності. Він написав вражаючі твори для хору та симфонічного оркестру, але в той самий час він створив і багато мініатюр та камерних творів. Спеціальний інтерес викликають його педагогічні композиції, які є відмінною інтродукцією до сучасної техніки для студентів класичної школи.
Вольфганг БОТТЕНБЕРГ, композитор, професор Департаменту композиції університету Конкордія, Монреаль
**) Музика Олександра Яковчука розвивається в найкращих світових традиціях, однак вона є більш багатою та різноманітною. Олександр скомпонував музику для багатьох різних ансамблів та складів виконавців, демонструючи винахідливість та майстерність. Він вніс визначний вклад у розвиток музичного життя України та Канади як артист і викладач. Його музика має заслужену повагу серед колег і успіх у слухачів. Олександр Яковчук вносить та буде вносити свій важливий творчий внесок у світову музику в прийдешніх роках.
Гері КУЛЕША, композитор і диригент, професор, голова Департаменту композиції факультету музики Торонтонського університету, композитор — радник Торонтонського симфонічного оркестру
**) Музика Олександра Яковчука є високомайстерною та дуже креативною. Він продемонстрував професійну відповідальність в артистичному баченні багатьох нових форм, нових ансамблів. Його музику люблять слухачі та виконавці, які отримують задоволення при її презентації. Олександр вніс важливий вклад в музичне життя України та Канади, він є серйозним артистом із значними досягненнями в багатьох різних музичних жанрах. Олександр Яковчук є і залишиться визначним музикантом у майбутньому.
Лариса КУЗЬМЕНКО, композиторка, професор Департаменту композиції факультету музики Торонтонського університету
**) Олександр Яковчук є видатним композитором нашого часу. Він скомпонував багато вартісних творів у різних жанрах та стилях. Особливо мені імпонують його блискучі «Прелюдії та фуги» .для фортепіано, які я мала честь виконувати у різних країнах світу, починаючи з Канади і закінчуючи Новою Зеландією. Завжди вони мали успіх у слухачів. Також вражаючим за образністю є його цикл «Дикі звірі Канади», який увійшов до програми Королівської консерваторії музики. Тепер ці твори грають всі молоді виконавці нашої країни. Чекаю у майбутньому на його нові, самобутні твори, і надіюся, що мені автором буде надана можливість їх виконувати вперше.
Мері КЕНЕДІ, концертна піаністка, ректор Інституту музики Північного Торонто, Канада
**) Я познайомився з музикою Олександра Яковчука у Києві 1989 року, на концертах, де вона звучала. Мені сподобалися його камерні кантати, але особливо мені імпонувала новаторська Друга симфонія (мі мінор). Звернув увагу на його високий професіоналізм, унікальну композиторську техніку, та особливо мене вразив його оркестр, його вміння оркеструвати барвисто, винахідливо, оригінально. Думаю, що якби Олександр жив і працював в USA, він, без сумніву, ввійшов би у п'ятірку найкращих композиторів — симфоністів нашої країни.
Вільям Генрі НОЛЛ, доктор музикології, професор, провідний спеціаліст з музики Східної Європи, Бостон, США
**) У місті Нові Сад, Воєводині та Сербії до сьогодні з повагою згадують діяльність Олександра Яковчука. За короткий період після Чорнобильської катастрофи та до початку югославської громадянської війни, Яковчук, як композитор та диригент, високопрофесійно допомагав розвиткові відомого міського хору ім. С. Марковича та Сербського національного оперного театру. Пам'ятаю, як із захватом відомий португальський диригент Сільва Перейра з Лисабону відгукувався про його Другу симфонію, яку він включив до свого репертуару. Дякуючи музично — етнографічній діяльності Яковчука багато народних мелодій русинів — українців, що живуть тут з 17 століття, збереглися дотепер та виконуються у вигляді його чудових авторських обробок. Музиканти Воєводини вважають Олександра одним із найповажніших своїх колег та вчителів.
Душан МІХАЛЕК, магістр музикології, почесний директор Ізраїльського Музичного Центру, Тель-Авів
На жаль,ознайомившись з піснею "Батьківщина" (сл.С.Реп'яха),не можу погодитись з відгуками про високу майстерність та професійність О.Яковчука. 
Анонім. 

## Преса, рецензії, відгуки
Валентина КУЗИК. З Україною у серці [Архівовано 4 травня 2016 у Wayback Machine.] («Урядовий кур'єр», 9 лютого 2010 р.)
Читайте в газетах:
1. «Голос України» № 26 (4776) від 13 лютого 2010 р. «Бринить у хорі музика століть». Автор — М. Корчинський;
2. «Рабочая газета» № 75 від 24 квітня 2010 р. «Меня вдохновили музыканты — фронтовики». Автор — В. Поліщук.
3. «День» № 239 від 28 грудня 2010 р."Прекрасні медитації". Автор — Г. Мойсеєва;
4. «Слово Просвіти» № 3 (536) від 21—27 січня 2010 р. «Ні хвилини без музики». Автор — Є. Станкович;
5. «Слово Просвіти» № 2 від 7—14 січня 2011 р. «Музика, що здатна оздоровити наше суспільство». Автор — Г. Мойсеєва;
6. «Слово Просвіти» № 45 від 10-16 листопада 2011 р. «Справжня творчість непідкупна і непереможна». Автор — Т. Волошина.

## Список творів

### Сценічні твори
1. Опера «Незабутнє», лібрето автора за мотивами однойменної повісті О. Довженка, 1976;
2. Балет «Пригоди у Смарагдовому місті», лібрето В. Литвинова та О. Балабана за мотивами творів О. Волкова, 1988;
3. Народна феєрія «Сім слів Малахія», лібрето М. Черкашиної – Губаренко за мотивами драми М. Куліша, 1990;
4. Ораторія «Скіфська пектораль» для солістів, мішаного хору та ВСО, слова Б. Мозолевського, 1990;
5. Ораторія «Страсті Христові» для солістів, мішаного хору та ВСО, слова Б. Олійника, 2013;

### Симфонічні твори
1. Симфонічна поема № 1 «Подвиг», 1975;
2. Симфонічна поема № 2 «Золоті ворота», 1982;
3. Симфонія № 1 «Біоритми Чорнобиля», 1986;
4. Симфонія № 2 мі мінор, 1987;
5. Симфонія № 3 «Відгомін дитинства» для меццо — сопрано, мішаного хору та симфонічного оркестру, слова Ю. Сердюка, 1987 (редакція 2010);
6. Симфонія — реквієм № 4 «Тридцять третій» для солістів, мішаного хору та симфонічного оркестру, слова В. Юхимовича, 1990;
7. Симфонія № 5 «Ностальгія», 2007;
8. Симфонія — концерт № 6 «Іn memory of S. Barber», 2013;
9. Симфонія № 7 «Майдан», 2014;
10. Симфонія № 8 «Нескорені» для великого духового оркестру, 2016;

### Інструментальні концерти
1. Концерт № 1 для альта і симфонічного оркестру, 1986;
2. Концерт № 2 для скрипки та симфонічного оркестру, 2005;
3. Концерт № 3 для віолончелі та симфонічного оркестру, 2006;
4. Концерт № 4 для скрипки та симфонічного оркестру, 2008;
5. Концерт № 5 для альта і симфонічного оркестру, 2008;
6. Концерт № 6 для віолончелі та симфонічного оркестру, 2009;
7. Концерт № 7 для фагота і симфонічного оркестру, 2009;

### Твори для естрадно— симфонічного оркестру
1. Увертюра «Молодість» для ЕСО, 1984;
2. Концертіно «Присвята» для саксофона — альта і ЕСО, 1984;
3. «Босса — нова» для акордеона та ЕСО, 1985;

### Твори для оркестру українських народних інструментів
1. «Дума», 1980;
2. «Веснянки», 1981;
3. «Скерцо», 1982;
4. «Карпатський триптих», 1985;
5. «Івановські корогоди», 1987;
6. «В Кодрах» («Буковинське каприччіо»), 1988;
7. Симфонічна поема «Дніпро», 2012;

### Кантати
1. «Київська зоря» для баса, мішаного хору та симфонічного оркестру, слова П. Перебийноса, 1985;
2. «Балада про безсмертя» для баритона, мішаного хору та симфонічного оркестру, слова А. Демиденка, 1978;
3. «Калинонька» для солістів, чоловічого хору та інструментального ансамблю, слова І. Малковича, 1987;
4. «Ой в борі» для солістів та жіночого хору a cappella, слова народні,  1993;
5. «Пори року» для солістів, жіночого хору на камерного оркестру, слова О. Довгого, 2009;
6. «Тече вода в синє море» для солістів, мішаного хору та ударних, слова Т. Шевченка, 2006 (2-га ред., — 2010);
7. «Думи мої» для баритона, флейти та мішаного хору, слова Т. Шевченка, 2014;
8. «Полинова сутінь» для мішаного хору без супроводу, слова П. Мовчана, 2014;
9. «Сім струн» для солістів та мішаного хору без супроводу, слова Л. Українки, 2015;
10. «Червоний туман» для мішаного хору без супроводу, слова П. Перебийноса, 2015;
11. «Сніжні вітражі» для мішаного хору без супроводу, слова П. Перебийноса, 2015;
12. «Пастелі» для мішаного хору без супроводу, слова П. Перебийноса, 2015;
13. «Любові пресвітле диво» для солістів, флейти, гобоя та мішаного хору, слова Ю. Олійника, 2015;
14. «Я и Солнышко — друзья» для дитячого хору a cappella, слова Н. Зідарова та Л. Станчева, 1980;
15. «Горіховий дощ» для дитячого хору a cappella, слова В. Скомаровського, 1988;
16. «Казка про Жука» для дитячого хору a cappella, слова Г. Чубач, 1989;
17. «Подільські співанки» для сопрано та оркестру українських народних інструментів, слава народні, 1990;

### Камерні кантати
1. Кантата № 1 «Осіння» для сопрано та струнних, слова автора, 1975;
2. Кантата № 2 «Капелі» для сопрано та камерного оркестру, слова Ю. Друніної, 1985;
3. Кантата № 3 «Явір» для меццо — сопрано, баса та камерного оркестру, слова автора та Ю. Олійника, 1987;
4. Кантата № 4 «Ленінградська» для меццо — сопрано та камерного оркестру, слова О. Берггольц, 1989;
5. Кантата № 5 «Ти» для тенора та камерного оркестру, слова П. Мовчана, 2011;
6. Кантата № 6 «Благая Бога длань» для баса та камерного оркестру, слова В. Стуса, 2011;
7. Кантата № 7 «На перехресті серця» для меццо — сопрано, скрипки, віолончелі та ф–но, слова П. Перебийноса, 2012;
8. Кантата № 8 «Перегортаючи життя прожите» для тенора та камерного оркестру, слова П. Осадчука, 2012;
9. Кантата № 9 «Я до тебе йшов» для баритона та камерного ансамблю, слова Б. Олійника, 2012;
10. Кантата № 10 «Вишневий цвіт» (на смерть Т. Г. Шевченка) для сопрано, тенора та камерного оркестру, слова І. Драча, 2013;
11. Кантата № 11 «Ой зійди, зійди» для баритона та камерного оркестру, слова Т. Шевченка, 2013;
12. Кантата № 12 «Моя любове» для мецо — сопрано та камерного оркестру, слова Л. Костенко, 2013;
13. Кантата № 13 «Дерево пам'яті» для баритона і камерного оркестру, слова П. Мовчана, 2014;
14. Кантата № 14 «Заглиблення» для мецо — сопрано та камерного оркестру, слова П. Мовчана, 2014;
15. Кантата № 15 «Вас так ніхто не любить» для тенора та фортепіанного квартету, слова М. Вінграновського, 2015;

### Духовні твори
1. «Літургія Святого Іоанна Златоустого» для солістів та мішаного хору a cappella, 2005;
2. Концерт «Які любі оселі Твої» для солістів та мішаного хору a cappella, 2006;
3. Концерт «На ріках круг Вавилона» для солістів та мішаного хору a cappella, 2011;
4. Концерт «Чи Ти мене, Боже милий, навік забуваєш?» для солістів та мішаного хору a cappella, 2011;
5. Псалм № 102 «My soul, give thanks to the Lord» для солістів та мішаного хору a cappella, 2005;
6. Псалм № 27 «До Тебе, Господи, взиваю я» для солістів та мішаного хору a cappella, 2005;
7. Псалм № 22 «Господь — то мій пастир» для солістів та жіночого хору a cappella, 2006;
8. Псалм № 2 «Чому заворушились народи?» для солістів та жіночого хору a cappella, 2007;
9. Псалм № 8 «Господи, Господи наш» для солістів та чоловічого хору a cappella, 2006;
10. Псалм № 1 «Блажен муж» для солістів і чоловічого хору a cappella, 2007;
11. Псалм № 11 «Мій Боже милий» для мішаного хору a cappella, 2011;
12. Псалм № 149 «Псалом новий Господеві» для мішаного хору a cappella, 2011;
13. Псалм № 132 «Чи є що краще, лучче в світі» для мішаного хору a cappella, 2011;
14. Псалм № 53 «Боже, спаси, суди мене» для мішаного хору a cappella, 2011;
15. «Молитва до Марії» для мішаного хору a cappella, слова Т. Шевченка, 2015;

### Хорові оригінальні твори
1. «Триптих» для мішаного хору a cappella, слова народні, 1975;
2. «Щедрівка» для мішаного хору a cappella, слова народні, 1978;
3. «Сійся — родися» для мішаного хору a cappella, слова П. Перебийноса, 1985;
4. «Молода калина» для мішаного хору a cappella, слова П. Перебийноса, 1985;
5. «Солдати» — поема для мішаного хору a cappella, слова О. Довгого, 1985;
6. «For mother of lost son» — поема для мішаного хору a cappella, слова Ш. Хайленд, 2009;
7. «Радуйся, ниво неполитая» — поема для мішаного хору a cappella, слова Т. Шевченка, 2011;
8. «Тече вода з — під явора» для дитячого (жіночого) хору a cappella, слова Т. Шевченка, 1986;
9. Триптих «Доля. Слава. Муза» для мішаного хору a cappella, слова Т. Шевченка, 2013;
10. Диптих «Тече вода з-під явора» та «Над Дніпровою сагою» для жіночого хору у супроводі ф–но, слова Т. Шевченка, 2013;
11. «Весняний триптих» для мішаного хору a cappella, слова Б. Грінченка, 2013;
12. «Подражаніє Ієзекіїлю» — поема для мішаного хору a cappella, слова Т. Шевченка, 2015;
13. «Хрещатицька Мадонна» — поема для мішаного хору a cappella, слова І.Драча, 2015;
14. «Крила» — балада для мішаного хору a cappella, слова І. Драча, 2015;
15. «Веснянка» для дитячого хору a cappella, слова автора, 1978;
16. «Колискова» для дитячого хору a cappella, слова Ю. Олійника, 1981;
17. «Зимою» для дитячого хору a cappella, слова Ю. Олійника, 1981;

### Твори для камерного оркестру
1. «Партита» для струнних, 1972;
2. «Арія та фуга» для струнних, 1974;
3. «Сюїта» для струнних, 1980;
4. «Пастораль» для валторни та камерного оркестру, 1980;
5. «Гавот» для камерного оркестру, 1980;
6. «Три серенади» для струнних, 2010;
7. «Епітафія» для струнних пам'яті Сергія Павленко, 2012;
8. «Елегія» для камерного оркестру пам'яті Т. Г. Шевченка, 2013;

### Камерна музика
1. «Народна сценка» для квартету дерев'яних духових інструментів, 1972;
2. «Диптих» для скрипки соло, 1973;
3. Дві п'єси для флейти і кларнета, 1973;
4. «Зоряна прелюдія» для флейти та ф–но, 1973;
5. «Прелюдія» для баяна, 1976;
6. «Пастораль — кітч» для 4-х фаготів, 1976;
7. «Канон — остінато» для 2-х скрипок та ф-но, 1976;
8. «Романс» для валторни та ф–но, 1976;
9. «Елегія» для гобоя та ф–но, 1976;
10. «Мелодія» для труби та ф–но, 1978;
11. «Гротеск» для фагота і ф–но, 1978;
12. «Прогулянка» для флейти і фагота, 1978;
13. «Гумористичний танок» для квартету дер. дух. інстр. та ф–но, 1978;
14. «Маленьке тріо» для кларнета, фагота і ф–но, 1980;
15. «Буковинське каприччіо» для кларнета і ф–но, 1984;
16. «Version — 2» для органа, 1993;
17. Концертна п'єса «Taurus» для гобоя та ф–но, 2005;
18. Концертна фантазія «King Attila» для кларнета і ф–но, 2005;
19. «Spanish suite» для квартету дер. дух. інстр. та валторни, 2006;
20. «Гумореска» для туби та ф–но, 2009;
21. «Елегія» для тромбона та ф–но, 2009;
22. «Вальс — імпровізація» для скрипки та ф–но, 2010;
23. «Італійська сюїта» для брас — квінтету, 2012;
24. «Німецька сюїта» для кларнета і ф–но, 2012;
25. «Французька сюїта» для флейти і ф–но, 2012;
26. «Португальська сюїта» для гобоя і ф–но, 2012;
27. «Стара англійська сюїта» для фагота і ф–но, 2012;
28. «Музика єврейських штетлів» («Stettl muzik») — диптих для кларнета, скрипки, альта і віолончелі, 2012;

### Твори для струнного квартету
1. Квартет № 1, 1977;
2. Квартет № 2, 2009;
3. Квартет № 3, 2010;
4. Квартет № 4, 2010;
5. Квартет № 5 (пам'яті В. Н. Золочевського), 2011;
6. Квартет № 6 (пам'яті В. С. Губаренка), 2014;
7. Квартет № 7 (пам'яті батька), 2015;

### Сонати
1. «Соната — поема» для альта і ф–но, 1974;
2. «Соната — рапсодія» для віолончелі та ф–но, 2010;
3. «Соната — фантазія» для скрипки та ф-но (пам'яті А. П'яццолли), 2010;

### Тріо
1. «Музика для струнного тріо та кларнета», 1995;
2. «Місячне світло» для скрипки, віолончелі та ф–но, 2010;

### Твори для фортепіано
1. Дванадцять концертних прелюдій та фуг, 1983;
2. «Мініатюри» — п'ятдесят п'ять п'єс для молодих піаністів, (1996—2004);
3. «Дикі звірі Канади» — двадцять чотири п'єси для молодих піаністів, (1996—2004);
4. «Дванадцять поліфонічних п'єс» — цикл, 1996;
5. «Десять ансамблів у чотири руки», 2004;
6. «Десять старовинних танців» — сюїта з балету «Пригоди у Смарагдовому місті», 2004;
7. «Дванадцять сонатин» для молодих піаністів, 2012;
8. «Дванадцять етюдів» для молодих піаністів, 2012;
9. «Динозаври» — шість ансамблів у чотири руки" для молодих піаністів, 2012;

### Солоспіви
1. «Ноктюрн» та «Білі лебеді» — два романси для баса та ф–но, слова автора, 1979;
2. «До весни» та «Явір» — два романси для меццо–сопрано та ф–но, слова Ю. Олійника, 1979;
3. «Ой чия то хата скраю» та «Ходжу по саду» — дві обробки українських народних пісень для сопрано у супроводі ф–но, 1979;
4. «Дванадцять сонетів В. Шекспіра» — вокальний цикл для баса та ф–но, 2009;

### Обробки українських народних пісень для мішаного хору a cappella
1. «Горіла сосна»;
2. «Ой у неділеньку рано»;
3. «Щедрівка»;
4. «Бодай ся когут знудив»;
5. «Було не рубати»;
6. «Ходить сорока»;
7. «Розвивайся»;
8. «Пряла б же я куделицю»;
9. «На городі»;
10. «Казала дівчина»;
11. «Там, за лісом»;
12. «Рекрутська пісня»;
13. «Широкеє болотисько»;
14. «Ми кривого танцю йдемо»;
15. «Штани мої, шаровари»;
16. «Ой ти дубе, дубе»;
17. «Рости, хмелю»;
18. «Закувала зозуленька»;
19. «Попід гаєм зелененьким»;
20. «Калина — малина»;
21. «Небо і земля»;
22. «Бог ся раждає»;
23. «У Вифлеємі»;
24. «Тож спішімо в Вифлеєм»;
25. «Добрий вечір»;
26. «Дивная новина»;
27. «Щедрий вечір всім нам»;
28. «Веселися, Вифлеєме»;
29. «Во Вифлеємі нині новина»;
30. «Возвеселімся всі разом нині»;
31. «Согласно співаймо»;
32. «Божий Син днесь народився»;
33. «Видів Бог»;
34. «Ангел Божий»;
35. «Спи, Ісусе, спи»;
36. «Хто там на дорозі»;
37. «Чудесна зірка»;
38. «Слава во Вишніх»;
39. «Сама я ружу садила»;
40. «Ой на горі пшениченька»;
41. «Ой верше мій, верше»;
42. «Ходила я по садочку»;
43. «Несе Галя воду»;
44. «Посилала мене мати»;
45. «Коло млина»;
46. «Ганю моя, Ганю»;
47. «Прилетіла ластівочка»;
48. «Ой мала я ружу»;
49. «Ой у гаю, при Дунаю»;
50. «Ой гніваються хлопці»;
51. «Ой хмелю ж мій, Хмелю»;
52. «Сиджу я край віконечка»;
53. «За нашов стодолов»;
54. «Ой за лісочком»;
55. «Ой у полі верба»;
56. «Налетіли журавлі»;
57. «Віє вітер»;
58. «Пожену я лебеді»;
59. «Там, на горі, сніг»;
60. «Зашуміла ліщинонька»;
61. «Верховина»;
62. «Ішов милий»;
63. «Біду собі купила»;
64. «Під дубиною»;
65. «Іванку, Іванку»;
66. «Ой зацвіли фіялочки»;
67. «Та болять ручки»;
68. «Ой не ходи, Грицю»;
69. «Розпрягайте, хлопці, коней»;
70. «Дівчино моя»;
71. «Тече вода каламутна»;
72. «Ой під калиною»;
73. «Зеленая рута»;
74. «Ішов милий»;
75. «Ой там, на горі, дубина»;
76. «Ой кум до куми»;
77. «Мила моя»;
78. «Граю я»;
79. «Стоїть верба»;
80. «Через річеньку»;
81. «Чорний ворон»;
82. «Ой зажену сиві воли»;
83. «А в кривого танця»;
84. «Великодня — Благовісная»;
85. «Ой кривого танця та не виведем кінця»;
86. «А ми просо сіяли»;
87. «Ой Галочко»;
88. «Нашу перепілку та головка болить»;
89. «У неділю поранесеньку»;
90. «Заєньку»;
91. «Володар»;
92. «Король»;
93. «Ходить Купса»;
94. «Чорнушко, душко»;
95. «Кроковеє колесо»;
96. «Рано — раненько куроньки піли»;
97. «Дівко Галочко»;
98. «Ой вийду я на шпиль — гору»;
99. «Ой весна, весна»;
100. «Полети, соколе»;
101. «Ой Боже ж мій»;
102. «Дівка Марійка по горі ходила»;
103. «Ой на горі вогонь горить»;
104. «Щедрівка»;
105. «На високій горі»;
106. «Не світи, місяцю»;
107. «Ой горіла полонина»;
108. «Там біленьке павутиння»;
109. «Ой зіронько вечорная» для мішаного хору в супроводі ф-но;
110. "Веснянка"

### Обробки українських народних пісень для чоловічого хору a cappella
1. «Ой на морі, на синьому» для чоловічого хору у супроводі ф-но;
2. «Ой сивая тая зозуленька»;
3. «Нині Рождество»;
4. «Ой над Вифлеємом»;
5. «Стань, Давиде»;
6. «Вселенная, веселися»;
7. «Не плач, Рахиле»;
8. «Бог Предвічний»;
9. «Нова радість стала»;
10. «Возсіявий над сонце»;
11. «Нині, Адаме»;
12. «На небі зірка»;
13. «Вітай, Ісусе»;
14. «В Вифлеємі новина»;
15. «Народився Ісус Христос»;
16. «Радуйтеся усі люди»;
17. «А вже весна скресла»;
18. «Прийшла весна»;
19. «Жона»;
20. «Де ти їдеш, Романочку»;
21. «Зеленії огірочки»;
22. «Прийшла весна з квітками»;
23. «Ой їхав Джурило»;
24. «Кривотанчик»;
25. «Пила би ся горівочка»;

### Обробки українських народних пісень для жіночого хору a cappella
1. «Хмарка наступає»;
2. «Ой чия то хата з краю»;
3. «В нашого хозяйна»;
4. «Ішов Господь дорогою»;
5. «Ой господару»;
6. «Ой рано-рано»;
7. «Прилетіла ластівонька»;
8. «Ой дай, Боже, святок діждати»;
9. «Чи вдома, вдома пані бабуня»;
10. «Наша Маланка господиня»;
11. «Щедрик-бедрик, дайте вареник»;
12. «Ой видить Бог, видить Творець»;
13. «Ой дівчино красна»;
14. «Ой на гороньці»;
15. «Там дзвін дзвонить»;
16. «Щедрий вечір, добрий вечір»;
17. «Тепер мені погуляти»;
18. «У нашім дворі студенка»;
19. «Огірочки-попліночки»;
20. «Пасла дівчина чотири воли»;
21. «Поляна»;
22. «По садочку походжаю»;
23. «Зеленого бука вже зрубали»;
24. «Там, за лісом»;
25. «Пищалочка вербовая»;

### Обробки українських народних пісень для дитячого хору a cappella
1. «Мак»;
2. «Кізочка»;
3. «З Залуччя до Нігня»;
4. «У Вифлеємі»;
5. «Василева мати»;
6. «Всі язици»;
7. «Коза»;
8. «Ой дай Боже»;
9. «Ішла звізда»;
10. «На дворі чорна хмара»;
11. «На Йорданській річці»;
12. «Ой на річці, на Йордані»;
13. «Ой прала Анна»;
14. «Ой стала нам ся»;
15. «Ой у місті»;
16. «Ой у тебе, дядьку»;
17. «Прилетіла ластівочка»;
18. «Розуйгралися буйні вітрові»;
19. «Скінія златая»;
20. «Радуйтеся пастирі»;
21. «Там в Єрусалимі»;
22. «Ходила пава»;
23. «Хрещається Бог Ісус»;
24. «Що то є за звізда»;
25. «Щедра, щедра»;
26. «Наша Маланка» (1);
27. «Роди, Боже, жито»;
28. «Я маленький хлопчик»;
29. «Новая радість»;
30. «Нова радість стала»;
31. «Що ясна зоря»;
32. «Спи, Ісусе, спи»;
33. «Ой у полі, полі»;
34. «Ясна зоря засвітила»;
35. «Богородице Діво»;
36. «Во Вифлеємі сталася новина»;
37. «По всьому світу»;
38. «Там у Вифлеємі сталася новина»;
39. «Нині в нас новина»;
40. «Добрий вечір всім нам»;
41. «На Різдвяні свята»;
42. «Єсть радость велика»;
43. «Ой дивнеє народження»;
44. «Дивнеє народження Божого Сина»;
45. «Триї славна царі»;
46. «На Різдво Христове»;
47. «Стала нам ся днесь новина»;
48. «Пасли вівці пастирі»;
49. «Ой на Йордані тиха вода»;
50. «Там на річці, на Йордані»;
51. «Наша Маланка» (2);
52. «Ой дівчино красна»;
53. «Щедрик — бедрик»;
54. «В нашого хозяйна»;
55. «Кізочка»;

### Обробки народних пісень Закарпаття для мішаного хору a cappella
1. «Сходзі долу, сходзі»;
2. «Дзе же тота проста дражка»;
3. «Чійо же то волкі»;
4. «Черча кочі»;
5. «Чі то тоті чижмочкі»;
6. «Ей млінару»;
7. «Дармо, дармо»;
8. «Коні мойо»;
9. «Наша хіжа обілєна»;
10. «Лєтай, лєтай»;
11. «Шедла мушка»;
12. «Орал мілі, орал»;
13. «Ей, століку яворові»;
14. «А мац надумала»;
15. «Здраві оставайце»;
16. «Вжал бім це дзівчатко»;
17. «Одхіль — лє, міла, облачок»;
18. «Нігда я нє відзел»;
19. «Дунай, Дунай глібокі»;
20. «Ей нє відно тот мой валал»;
21. «Пада діжджік»;
22. «Чече вода»;
23. «Вежні зайду»;
24. «Помалі, овечкі»;
25. «До швета шірого»;
26. «Нігда я сом нє верела»;
27. «У заграді грушочка»;
28. «Гора, гора Буковіна»;
29. «До варошу дражочка»;
30. «Шеднєм себе на враного коня»;
31. «А я себе порадзім»;
32. «Піла бім, піла бім»;
33. «Мамко моя, мамко»;
34. «Пада діждж»;
35. «Скарана годзіна»;
36. «Шугаїчко прешвечені»;
37. «На тім нашім шоре»;
38. «Така наша пані млода»;
39. «Вечар»;
40. «Ой там, на горі»;
41. «Кед я пойдзем машіровац»;
42. «Дармо, Яні, дармо»;
43. «Ой у полю два тополі»;
44. «Прі поточку»;
45. «Кед я ішол»;
46. «Оралі бі штірі волкі»;
47. «Прідз ме, міла, віпровадз»;
48. «Кажді день»;
49. «Зохабім свой валал»;
50. «Ой жалі пречежкі»;
51. «Нє будзем я вецей»;
52. «Ей нещасна годзіна»;
53. «Далі сце ме, мамо»;
54. «Зложні хлапці»;
55. «Чійо то дзівчатко»;
56. «Ей поточе»;
57. «Дує вітор жімні»;
58. «Ідзе діжджік, ідзе»;
59. «Ей на роваш, мамо»;
60. «Чарна волна»;
61. «Кед зме руковалі»;
62. «Настред Інґросбора»;
63. «Пасла бі я волі»;
64. «Ой розпука»;

### Обробки народних пісень Закарпаття для жіночого хору a cappella
1. «Нє стой, жецу»;
2. «Ей Карпаті»;
3. «Пошол ціґан до вароша»;
4. «Цернє, цернє, по церніні»;
5. «Ей за лугом»;
6. «Дзе сце рослі»;
7. «Дує вітор, дує з горі»;
8. «Загуркалі два герлічкі»;
9. «Ніжей од валала»;
10. «Зламала ше кормань деска»;
11. «Ішло дзівче по воду»;
12. «Як мі будзе»;
13. «Понад гору»;
14. «Барвеночкі»;
15. «Кед бі чарні очка»;
16. «У градочкі шалата»;
17. «Ей сущела ліщіна»;
18. «Штірі гускі»;
19. «Прівікайце, чарні очка»;
20. «Мамо моя міла»;
21. «Закукала куковічка»;
22. «Од Кракова дражка»;
23. «Пошла бі я»;
24. «Ей одала ші ме, мамо»;
25. «Ноцамі нє спала»;

Загальна кількість: 304 обробки.

### Музика до театральних вистав
1. «З весною я до тебе повернусь», О. Казанцев, Київський Молодий театр, 1980;
2. «За двома зайцями», М. Старицький, Київський Молодий театр, 1980;
3. «Піти і не повернутися», В. Биков, Київський Молодий театр, 1981;
4. «Людина з хвостом», Г. Остер, Київський Молодий театр, 1981;
5. «Пригоди Аліси в Країні Чудес», Л. Керрол — Б. Заходер, Київський Молодий театр, 1982;
6. «Три сестри», М. Чехов, Київський Молодий театр, 1982;
7. «Сватання на Гончарівці», Г. Квітка — Основ'яненко, Київський Молодий театр, 1983;
8. «Слоненя», Сумський театр ляльок, 1986;
9. «Кіт у чоботях», Ш. Перро, Сумський театр ляльок, 1986;
10. «Казка про Омелю», Сумський театр ляльок, 1986;
11. «Петрикова п'ятірка», А. Волков, Сумський театр ляльок, 1986;
12. «Котигорошко», Сумський театр ляльок, 1986;
13. «Перемелеться — мука буде», Хмельницький театр ляльок, 1987;
14. «Казка трьох чарівників», А. Соколовський, Театр кіноактора кіностудії ім. О. Довженка, 1981;
15. «Жінка з квіткою та вікнами на північ», Е. Радзинський, Театр кіноактора кіностудії ім. О. Довженка, 1983;
16. «Леся Калина», В. Канівець, Житомирський муз.-драм. театр ім. І. Кочерги, 1989;
17. Художній фільм «Чоловіки є чоловіки», кіностудія ім. О. Довженка, 1985;

### Пісні (близько 100)
Серед них:
1. «Таврійська легенда», сл. П. Перебийноса;
2. «Небоцвіт», сл. П. Перебийноса;
3. «Магелани», сл. П. Перебийноса;
4. «Отча земля», сл. М. Луківа;
5. «Пам'ять», сл. М. Луківа;
6. «Матері», сл. М. Луківа;
7. «Степова пісня» сл. М. Луківа;
8. «Місто моєї долі», сл. Д. Луценка;
9. «Квітка Оболоні», сл. І. Бердника;
10. «Давняя любов», сл. І. Бердника;
11. «Прощальний вальс», сл. І. Бердника;
12. «Твоя вулиця», сл. І. Бердника;
13. «Осіннє сонце», сл. І. Бердника;
14. «Голуба колиска», сл. С. Реп'яха;
15. «Біла каравела», сл. П. Осадчука;
16. «Йду до тебе», сл. П. Осадчука;
17. «Горобина», сл. І. Драча;
18. «На сто колін», сл. І. Драча;
19. «Мені не все одно», сл. В. Крищенка;
20. «Вечоровий Київ», сл. В. Крищенка;
21. «Киянки», сл. О. Довгого;
22. «Одвічний сівач», сл. О. Довгого;
23. «Тополина дорога», сл. О. Лищенка;
24. «Березень», сл. Б. Мозолевського;
25. «Україні», сл. В. Дергача;

**) переклад з англійської мови на українську О. Кушнірук

## Нагороди
- Лауреат премії ім. М. Островського (1988)
- Лауреат премії ім. І. Огієнка (2012)
- Кавалер ордена Святого Рівноапостольного Князя Володимира (2012)
- Заслужений діяч мистецтв України (2016)
- Лауреат Мистецької премії «Київ» ім. Артемія Веделя (2017)[1].
- Лауреат п'яти Всеукраїнських композиторських конкурсів
- Лауреат Міжнародних композиторських конкурсів у Швейцарії (1992), Бельгії (1994) та Німеччині (1996)

## Контакти
http://composersukraine.org/index.php?id=605 [Архівовано 4 травня 2016 у Wayback Machine.]
http://www.alexanderjacobchuk.ca [Архівовано 7 травня 2021 у Wayback Machine.]